# Egykézés
Az egyke testvér nélküli gyermek, a szülőpár egyetlen utódja. Az egykézés mint társadalmi-gazdasági fogalom a szülőpárt jellemző életformának a megjelölésére szolgál.
Azokat a gyermekeket is egykének tekinthetjük, akiknek testvérük vagy féltestvérük sokkal korábban, illetve később született, nem együtt nőttek fel. Ők biológiailag nem egykék, viszont szocializációjuk szempontjából igen.
Az egykézés gazdasági és demográfiai szempontból is rendkívül káros, a munkaerő és a népesség gyors csökkenését, elöregedését, hosszabb távon az adott populáció kihalását, asszimilációját eredményezi.
Magyarországon az egykézés igen elterjedt, a 2001-es népszámlálás alapján a nők több mint negyedének csak egy gyermeke van; ez az arány azóta nagy valószínűséggel tovább növekedett.

## Okok
Az ipari forradalom előtt ritka volt az egyetlen gyermek; előfordulását főleg termékenységi problémák okozták, amely természetesen ma is jellemző, azonban a tudatos egykézés a családtervezés és a fogamzásgátlás elterjedésének köszönheti megjelenését.
A szülőpár számos okból dönthet egyetlen gyermek vállalása mellett: egyetlen gyermek felnevelése anyagilag kevésbé megterhelő, így rövid távon a gazdaság szempontjából előnyös, a kevesebb gyermeket vállaló népesség általában több szabadon elkölthető jövedelem felett rendelkezik, látványos gazdasági fellendülés következhet be akkor, ha a termékenység egy generáció alatt jelentős mértékben csökken (lásd: Magyarország az érett kádárizmus alatt és Kína manapság), hosszú távú negatív hatásai azonban sokkal jelentősebbek, mint a rövid távú pozitív hatásai.
Az emberek egy részének a gyermeknevelés stressz forrása lehet, valamint szabadidejük lerövidülését okozza, így kényelmi szempontoktól vezérelve nem vállalják több gyermek felnevelését. A tanulási időszak és ezzel összefüggésben a házasság kitolódásával egyre később szülnek a nők, így sok esetben mire a második gyermek vállalásáig eljutnak, már kifutottak az időből.  

## Egykézés Magyarországon
Először Hölbling Miksa, Baranya vármegye főorvosa 1845-ben megjelent könyvében hívta fel a figyelmet a baranyai, azon belül is főleg az ormánsági magyarság alacsony termékenységére, meghatározása szerint ennek oka: „a legtöbb magyar helységeinkben szégyennek tartják a menyecskék ha ők házasságuk első 4, sőt 10 évében szülnek, aztán a legegészségesebb és legerősb asszony is ritkán szül többet 2 gyermeknél… Sok menyecske szépségének fönntartása végett akadályozza titkon és bűnös módon a szülést, sokat pedig a szegénység visz arra, minthogy tudniillik, egy-egy fél telken sokszor 3-4 család is kénytelen elélni”.
Baranya vármegye egykebiztosa, Buday Dezső szerint az 1809-es francia hadjárat során tanulta el a helyi népesség a születéskorlátozás módszereit a francia katonáktól. Az egyke okát elsősorban a földszűkében, a szegénységtől való félelemben látta.
Egy másik elmélet szerint a magyarság a siklósi gazdag rác kereskedőktől tanulta el az egykézést, akik a vagyon megosztásától való félelemben nem vállaltak egynél több gyereket. Továbbá a rácok Hölbling Miksa szerint „felettébb tunyák, a mértékletesség és a jövőrőli gondoskodás nem előnyük”, így a gyermekvállalás számukra terhet jelentett; ezt a tunyaságot és kényelemszeretetet tanulta el a magyarság. Móricz Zsigmond egyik riportalanya szerint ezek (a kákicsi református magyarok) egyszerűen „nem szeretnek dolgozni”. A dél-dunántúli rácok a magyarság szeme láttára haltak ki, maradékuk beolvadt a magyarságba és a svábságba, ez azonban nem tántorította el az őshonos reformátusokat a népességpusztító életformától, Illyés Gyula szerint „a duna-menti rácok két nemzedék alatt eltűntek”, illetve „Ők hozták be az egykét, s pusztulásuk példája nem riasztotta meg azokat, akik eltanulták tőlük”.
A 19. századot a svábság térhódítása, valamint az agonizáló magyarok és szerbek visszahúzódása, utóbbiak szinte teljes eltűnése jellemezte. Kiss Géza szerint a Dél-Dunántúlon 1863-tól beszélhetünk az egyke tömegessé válásáról. Pezenhoffer Antal szerint az egyke oka a vallás, ellenszere pedig a katolicizmus, ugyanis a reformátusok körében terjedt el legjobban az egykézés. Ezt cáfolja az a tény, hogy számos Duna-menti katolikus magyar falu és a legtöbb görögkeleti, rác falu is egykés volt.
Szintén Pazenhoffer szerint erkölcsi problémáról van szó: „Az egyke oka az, hogy a nép minél könnyebben akar átevezni az életen, hogy vígan akar élni, és minél többet élvezni, jelszava, hogy fél a gyermek felnevelésével járó gondtól, vesződéstől és szenvedéstől, s mindezt elviselhetetlen tehernek tekinti.” Ezzel szemben Illyés Gyula szerint „Az egyke oka pusztán anyagi. Nem a szegénység az oka, hanem a szegénységtől való félelem, tehát végső értelemben mégis a gazdasági megnyomorítottság.” Kovácsi Imre szerint „Az egyke egyik legfontosabb oka, sőt megindítója minden kétségen felül a földhiány”, a „nagybirtok halálgyűrűje” volt.
Az egyetlen gyermek örökölte az összes földet, így a házasság után egyesíteni tudták a két család földterületeit, ennek köszönhetően növekedett a vagyon. A vagyonos rétegek között megjelent a cifrálkodás, rongyrázás, díszes ruhákban jártak, és lenézték a nem egykés családokat: „általános tünet, hogy az egyetlen gyerek mennél vagyonosabb a család, annál haszontalanabb. Elkapatott, elpenyézett, pénzével hencegő fráter, lenézi a többgyerekes szegényeket, és esze ágában sincs dolgozni, mert: vagyona van! Ez a fajta többé-kevésbé letette a vidék népviseletét. »Urasan« öltözködik, borzalmas ízléstelenséggel, térdnadrágba és micisipkába.”
A térségben elterjedt volt a tiltott magzatelhajtás, ennek számos formáját ismerték. Elbeszélések alapján egy a Mecsek lábánál honos fű alkalmazásával érték el, hogy a terhes nők elvetéljenek. Néhány faluban a magzatot disznókkal etették fel, nehogy bizonyíték maradjon a tiltott magzatelhajtás után.
Kodolányi János szerint „Egy fiatal parasztember megházasodott. Akarta és kívánta a gyereket. Született is egy kislányuk, s nemsokára örömmel várta a második gyereket. De mire a kisfiú megszületett, az öregek úgy elfordították érzéseiket, úgy kivetkőztették természetességükből a szülői ösztönöket, hogy elhatározta: elteszi a gyereket láb alól. Aszpirint adtak be tehát a csecsemőnek, s mikor kiizzadt, mezítelenül kifektették a tornácra. Tüdőgyulladás, majd gyors halál lett az eredmény. S az apa ridegen, vad gőggel hirdette: – Én nem veszök kiscipőt, kisruhát… Nálam nem ordétt a gyerök… Néköm elég az az egy is!”
A századfordulóra a Dél-Dunántúlon kívül több egykés vidék is kialakult az országban, nemcsak a református magyarság körében, hanem a katolikus bánáti svábok, és a krassó-szörényi görögkeleti románok körében is elterjedt a káros életforma. A közös bennük, hogy mindannyian telkes jobbágyok voltak.
A Drávaszögben lévő Máriagyűdön szolgáló Kálmán Farkas református lelkész 1886-ban így írt az egykézésről:

„„6. Magzatvesztés: rendszeresen gyakoroltatik! Van olyan ember, ki maga adja neki nejének az 5. ftot, hogy menjen a Csarnota-i banyához, s szedesse ki magából!
Azontúl egy pápista kenő banya jár falurol falura. - De legveszedelmesebb Siklóson egy Novákné nevü bába, ki már - csak tudtommal is - sok asszonyt elküldött a másvilágra! Dr. Troll, járás-orvos, Teleki gyógyszerész, Varga uradalmi ispán, Szücs Dániel ref. tanító - nejeik az ő átkos mestersége folytán mentek el!””

Az első világháború után a lakáshiány miatt jelent meg az egykézés a magyar városokban, azok közül is főleg Budapesten, ahol annyira lecsökkent a születések száma, hogy a bevándorlás nélkül csak stagnált volna a népesség. A dél-dunántúli egykés falvak ekkora már visszafordíthatatlan spirálba kerültek; az őshonos népesség helyét folyamatosan átvették a beköltöző zsellérek és a németek. Azonban a demográfiai vákuumot nem mindenhol tudták betölteni a beköltözők, Illyés szerint „egész utcasorok vannak beszögezett ajtókkal, ablakokkal: az utolsó szálig kihalt a család”. „Határtalan önzés, nemi eltévelyedés, italosság, pompakedvelés és ráadásul kényelemszeretet” jellemezte a baranyai egykés falvakat.
A második világháborút követően kitelepítették a svábokat, a megmaradt magyarság pedig behúzódott a városokba, Siklósra, Pécsre, Budapestre, így újabb demográfiai vákuum keletkezett, amit az Ormánságban a letelepített beás cigányok, Tolnában pedig a vajdaságból menekülő bukovinai székelyek és a Felvidékről áttelepített magyarok töltöttek be.
Az 1960-as évektől új egykés vidék alakult ki az országban Budapest és a Dél-Dunántúl mellett: Csongrád megye, Kováts Zoltán szerint „e megyében a város és falu egyaránt fővárosi szinten egykézik”. A Kádár-korszakban egyre elterjedtebbé vált, hogy a házaspárok csak egy gyermeket vállalnak az anyagi jólét biztosítása érdekében, a gyermeknevelés helyett a javak birtoklása vált az emberek első számú életcéljává („előbb a kocsi, aztán a kicsi”).
Ma a nők több mint negyedének csak egy gyermeke van; a legnagyobb az egyke aránya Budapesten, Csongrád-Csanád, Heves, Baranya és Somogy vármegyékben.
Az egykézésről és az ormánsági magyarság mindennapjairól rendezett filmet Kisfaludy András Az Ormánság senkié se címmel, az ormánsági születésszabályozás kialakulásáról, terjedéséről pedig Koloh Gábor történész írt monográfiát "Szántani lehet, de vetni nem muszáj" Az ormánsági egykézés történetei (1790–1941) címen.

## Egykézés Kínában
A egykézés a Kínai Népköztársaságban az elterjedt téveszmével ellentétben nem az 1979-ben bevezetett családtervezési programnak (egykepolitika) köszönheti megjelenését és elterjedését. A szaporodást erőltető diktatúra meggyengülésével zuhant le 3 egészet a teljes termékenységi ráta az 1969-es 5,7 szintről 1979-ig már 2,7-re. Az egykepolitika három és fél évtizede alatt 2013-ig 1,55-re, már csak bő 1 egészet csökkent tovább, miközben 1979 óta számos más országban ennél jóval többet csökkent a termékenység.
A világ legnépesebb országában korábban jelentős volt a népességnövekedés, amivel a gazdaság növekedése nem tudott lépést tartani, így a gyors gazdasági növekedés reményében és a túlnépesedés megakadályozása érdekében a lakosság 36%-ának (városiak) csak egy gyermek vállalását tették lehetővé. A lakosság 53%-ának (vidékiek) lehet második gyermeke abban az esetben, ha az első lány; a lakosság 11%-ára – főként nemzetiségiekre – pedig semmilyen korlátozás sem vonatkozik. Aki a tiltás ellenére vállalja a második gyermeket, az egyévi munkabérnek megfelelő bírságot köteles fizetni. A meghozott intézkedések 1980 óta 400 millió születést előztek meg.
A kínai nyugdíjrendszer kezdetlegessége miatt kialakult a 4-2-1 arány: az egyetlen gyermeknek két szülőről, és négy nagyszülőről kell gondoskodnia. Ugyanakkor az úgynevezett demográfiai bónusz időszakában óriási gazdasági fellendülés történt. Ugyanis amikor nagy létszámú korosztály lép a munkaerőpiacra, de kevés gyermeket nevel, akkor az eltartó/eltartott arány jelentősen nő, és az emberek tartalékot tudnak képezni idős korukra. Így az egyetlen gyermek két szülő és négy nagyszülő felhalmozott tartalékait kapja a gondoskodás feladatához.
A szigorú szabályozástól és a bírságoktól való félelem megnövelte az abortuszok, tiltott magzatelhajtások és gyermekgyilkosságok számát (ezek áldozatai többnyire lányok). A szabályozás sajátosságai (a népesség 53%-ának csak akkor engedélyezik második gyermek vállalását, ha az első lány) és az említett antihumánus népességszabályozó tevékenységek oda vezettek, hogy Kínában száz újszülött kislányra száztizenkét kisfiú jut (fiú/lány 112 : 100, a 14 éven aluliak közt 117 : 100 – összehasonlításképpen Magyarországon ez az arány 106:100). Ennek azonban elsősorban nem az egykepolitika az oka, hanem kulturális beidegződés, hiszen hasonló születéskori fiú/lány arány van Indiában és Vietnámban is.
A felborult nemi arány tovább csökkenti a termékenységet (kevesebb nő → kevesebb gyerek), a magának párt nem találó férfipopulációban növekedhet a bűnözés, a pszichés zavarok előfordulása, így a magánéleteken keresztül a torz nemi arány súlyos társadalmi zavarok kialakulásához vezethet. Némely kínai szakértők szerint az egykepolitika jelenlegi formájában tarthatatlan, reformra szorul a munkaerő számának csökkenése és a gyors elöregedés miatt, aminek következtében 2050-re Kína lehet a világ legelöregedettebb országa, megelőzve a „vén Európát” (ahol a népességrobbanás korábban zajlott le, és a demográfiai átmenet szükségszerű öt fázisa fokozatosabban megy végbe). Az egykepolitika felülvizsgálata, reformja azonban nem lesz zökkenőmentes; a kialakult beidegződéseken, a felnövő új generációk szocializációján már nehéz változtatni, például a sanghaji házaspárok ma is mindössze 20%-a vállalna második gyermeket, és kezd megvalósulni a „nulla gyerek, dupla fizetés” mondás.